# Аеродром Беч
Међународни аеродром Беч-Швехат (: , : ) је напрометнији и највећи аеродром у Републици Аустрији. Аеродром је удаљен 18 km југоисточно од главног града Беча. Аеродром је познат под именом Швехат, јер је то назив оближњег града.
Бечки аеродром је у могућности да прими авионе као што су Боинг 747 и Ербас А340. На аеродрому се налазе базе Остријан ерлајнса и осталих авио-компанија.

## Историја
Првобитно је коришћен као војни аеродром 1938, а Британци су га преузели 1945. године. Betriebsgesellschaft је основан 1954. године и нови аеродром је заменио аеродром Асперн и постао главни аеродром у Бечу и Аустрији. Постојала је само једна писта, која је 1959. године била продужена до укупне дужине од 3.000 m. 1960. године је започета изградња нове зграде аеродрома и 1972. године је саграђена још једна писта.
На аеродром су два пута слетали олимпијски тимови зато што је Аустрија два пута била домаћин Зимских олимпијских игара. 27. децембра 1985. године палестински терористи су напали шалтер за чекирање авиокомпаније Ел ал и тада је двоје људи убијено, а 39 њих је указана хитна медицинска помоћ. (Видите: Напади на аеродроме у Риму и Бечу)

## Авио-компаније и дестинације
Следеће авио-компаније користе Аеродром Беч:
| Airlines                      | Destinations |
| ----------------------------- | --- |
| Aegean Airlines               | Athens |
| Aer Lingus                    | Dublin |
| Air Albania                   | Tirana |
| Air Algerie                   | Algiers |
| Air Arabia                    | Sharjah |
| Air Cairo                     | Hurghada Seasonal: Marsa Alam |
| Air Canada                    | Toronto–Pearson |
| Air China                     | Beijing–Capital |
| Air France                    | Paris–Charles de Gaulle |
| Air India                     | Delhi |
| Air Serbia                    | Belgrade |
| AirBaltic                     | Riga |
| AJet                          | Ankara, Istanbul–Sabiha Gökçen |
| All Nippon Airways            | Tokyo–Haneda |
| Arkia                         | Tel Aviv |
| Austrian Airlines             | Amman–Queen Alia, Amsterdam, Athens, Bangkok–Suvarnabhumi, Barcelona, Basel/Mulhouse, Belgrade, Berlin, Birmingham, Bologna, Boston, Bremen, Brussels, Bucharest–Otopeni, Budapest, Cairo, Chicago–O'Hare, Chișinău, Cologne/Bonn, Copenhagen, Düsseldorf, Erbil, Frankfurt, Geneva, Gran Canaria, Graz, Hamburg, Hanover, Iași, Innsbruck, Klagenfurt, Košice, Kraków, Larnaca, Leipzig/Halle, London–Heathrow, Lyon, Málaga, Manchester, Marrakesh, Milan–Malpensa, Montréal–Trudeau, Munich, Naples, Newark, New York–JFK, Nice, Oslo, Palma de Mallorca, Paris–Charles de Gaulle, Podgorica, Prague, Pristina, Rome–Fiumicino, Sarajevo, Shanghai–Pudong, Sibiu, Skopje, Sofia, Stockholm–Arlanda, Stuttgart, Tbilisi, Tehran–Imam Khomeini, Tel Aviv, Tenerife–South, Thessaloniki, Tirana, Varna, Venice, Vilnius, Warsaw–Chopin, Washington–Dulles, Yerevan, Zagreb, Zurich Seasonal: Antalya, Bari, Burgas (resumes 19 June 2025), Cagliari, Cancún,Шаблон:Better source needed Catania, Chania, Corfu, Dalaman, Dubrovnik, Edinburgh (resumes 3 June 2025), Florence, Fuerteventura, Funchal, Gothenburg, Harstad/Narvik (begins 30 May 2025), Heraklion, Ibiza, Ivalo, Kalamata, Karpathos, Kavala, Kefalonia, Kittilä, Kos, Lamezia Terme, Los Angeles, Malé, Marseille, Mauritius, Menorca, Mykonos, Olbia, Palermo, Patras, Porto, Preveza/Lefkada, Reykjavík–Keflávik, Rhodes, Rovaniemi, Samos, Santorini, Seville, Skiathos, Split, Sylt (begins 28 June 2025), Tivat, Tokyo–Narita, Tromsø, Valencia, Volos, Zadar, Zakynthos Seasonal charter: Hurghada, Marsa Alam, Monastir |
| Azerbaijan Airlines           | Baku |
| Bluebird Airways              | Tel Aviv |
| British Airways               | London–Heathrow |
| Brussels Airlines             | Brussels |
| China Airlines                | Taipei–Taoyuan |
| Condor                        | Frankfurt Seasonal: Kos, Palma de Mallorca, Rhodes |
| Corendon Airlines             | Seasonal: Antalya, Heraklion, Hurghada, Izmir |
| Croatia Airlines              | Zagreb Seasonal: Split |
| EasyJet                       | Milan–Linate |
| Egyptair                      | Cairo |
| El Al                         | Tel Aviv |
| Electra Airways               | Varna |
| Emirates                      | Dubai–International |
| Ethiopian Airlines            | Addis Ababa, Copenhagen |
| Etihad Airways                | Abu Dhabi |
| Eurowings                     | Cologne/Bonn, Düsseldorf, Hamburg, Stuttgart |
| EVA Air                       | Bangkok–Suvarnabhumi, Taipei–Taoyuan |
| Finnair                       | Helsinki |
| FlyLili                       | Seasonal charter: Tel Aviv (begins 7. мај 2025.) |
| Flynas                        | Seasonal: Riyadh |
| Georgian Airways              | Tbilisi |
| GoTo Fly                      | Seasonal: Forlì (begins 22 June 2025) |
| Hainan Airlines               | Chengdu–Tianfu, Shenzhen |
| Iberia                        | Madrid |
| Jet2.com                      | Seasonal: Belfast–International (begins 28 November 2025), Birmingham, Bournemouth (begins 28 November 2025), Bristol, East Midlands (begins 28 November 2025), Edinburgh, Glasgow (begins 27 November 2025), Leeds/Bradford, Liverpool (begins 20 November 2025), London–Stansted, Manchester, Newcastle upon Tyne (begins 20 November 2025) |
| KLM                           | Amsterdam |
| KM Malta Airlines             | Malta |
| Korean Air                    | Seoul–Incheon |
| Kuwait Airways                | Seasonal: Kuwait City |
| LOT Polish Airlines           | Warsaw–Chopin |
| Lufthansa                     | Frankfurt, Munich |
| Luxair                        | Luxembourg |
| Nile Air                      | Seasonal charter: Hurghada |
| Norwegian Air Shuttle         | Oslo |
| Nouvelair                     | Seasonal: Djerba, Monastir |
| Pegasus Airlines              | Ankara, Istanbul–Sabiha Gökçen Seasonal: Antalya, Izmir, Kayseri |
| People's                      | St. Gallen/Altenrhein |
| Qatar Airways                 | Doha |
| Ryanair                       | Agadir, Alicante, Athens, Banja Luka, Barcelona, Bari, Beauvais, Bergamo, Bologna, Bucharest–Otopeni, Catania, Charleroi, Cologne/Bonn, Copenhagen, Dublin, Dubrovnik, Edinburgh, Eindhoven, Faro, Fuerteventura, Gran Canaria, Helsinki, Kraków, Larnaca, Lisbon, London–Stansted, Madrid, Málaga, Malta, Manchester, Marseille, Milan–Malpensa, Naples, Niš, Palma de Mallorca, Paphos, Porto, Riga, Rome–Fiumicino, Santander, Seville, Sofia, Stockholm–Arlanda, Tel Aviv, Tenerife–South, Thessaloniki, Tirana, Treviso, Valencia, Vilnius, Warsaw–Chopin Seasonal: Amman–Queen Alia, Burgas, Cagliari, Chania, Corfu, Gothenburg, Heraklion, Ibiza, Kalamata, Kefalonia, Kos, Lamezia Terme, Lanzarote, Mykonos, Olbia, Palermo, Preveza/Lefkada, Pula, Rhodes, Rijeka, Rimini, Salerno, Santorini, Skiathos, Split, Varna, Venice, Zadar, Zakynthos |
| Saudia                        | Jeddah Seasonal: Riyadh |
| Scoot                         | Singapore (begins 3 June 2025) |
| Sky Express                   | Athens |
| Smartwings                    | Seasonal charter: Sal, Ibiza, Thessaloniki |
| SunExpress                    | Antalya, Izmir Seasonal: Ankara, Dalaman, Diyarbakır, Kayseri, Samsun |
| Swiss International Air Lines | Zurich Seasonal: Geneva |
| TAP Air Portugal              | Lisbon |
| TAROM                         | Bucharest–Otopeni |
| Transavia                     | Paris–Orly |
| TUI Airways                   | Seasonal: Manchester (begins 26 November 2025) |
| Tunisair                      | Tunis |
| Turkish Airlines              | Istanbul Seasonal: Kayseri |
| TUS Airways                   | Tel Aviv |
| Volotea                       | Nantes |
| Vueling                       | Barcelona |
| Wizz Air                      | Abu Dhabi, Barcelona, Bilbao, Chișinău, Cluj-Napoca, Jeddah, Kutaisi, Larnaca, London–Gatwick, Málaga, Nice, Ohrid, Podgorica, Pristina, Sibiu (begins 1 August 2025), Tel Aviv, Tenerife–South, Tirana, Tuzla (resumes 26 June 2025), Yerevan Seasonal: Amman–Queen Alia, Burgas, Chania, Corfu, Dubai–International, Hurghada, Sharm El Sheikh, Varna, Zakynthos |

### Карго
| Airlines            | Destinations                                                                 |
| ------------------- | ---------------------------------------------------------------------------- |
| Asiana Cargo        | Milan–Malpensa, Seoul–Incheon                                                |
| Cargolux            | Hanoi, Hong Kong, Luxembourg                                                 |
| DHL Aviation        | Leipzig/Halle                                                                |
| Korean Air Cargo    | Delhi, Frankfurt, Hanoi, Madrid, Milan–Malpensa, Oslo, Seoul–Incheon, Zürich |
| Qatar Airways Cargo | Doha                                                                         |
| Silk Way Airlines   | Baku, Hahn, Istanbul, Milan–Malpensa                                         |

## Број путника, трансфера и летова
| Година | Број путника | Путници у трансферу | Број летова |
| ------ | ------------ | ------------------- | ----------- |
| 1954   | 53.786       |                     |             |
| 1955   | 128.843      |                     | 5.576       |
| 1960   | 477.188      |                     | 16.867      |
| 1965   | 1.002.470    |                     | 25.332      |
| 1970   | 1.603.477    |                     | 34.877      |
| 1975   | 2.348.157    |                     | 43.469      |
| 1980   | 3.105.020    |                     | 54.262      |
| 1990   | 5.928.734    |                     | 79.823      |
| 1996   | 9.321.684    |                     | 154.790     |
| 2000   | 12.058.224   |                     | 186.189     |
| 2003   | 12.784.505   |                     | 197.089     |
| 2004   | 14.785.529   |                     | 224.809     |
| 2005   | 15.859.050   | 5.443.078           | 230.900     |
| 2006   | 16.855.725   | 5.673.586           | 237.490     |
| 2007   | 18.768.468   | 5.991.884           | 254.870     |
| 2008   | 19.747.289   | 5.936.560           | 266.402     |
| 2009   | 18.114.103   | 5.450.308           | 243.430     |
| 2010   | 19.691.206   | 5.919.852           | 246.146     |
| 2011   | 21.106.292   | 6.521.292           | 246.157     |
| 2012   | 22.165.794   | 7.052.530           | 244.650     |
| 2013   | 21.999.926   | 6.794.632           | 231.179     |
| 2014   | 22.483.158   | 6.531.198           | 230.781     |
| 2015   | 22.775.054   | 6.296.386           | 226.811     |
| 2016   | 23.352.016   | 6.172.666           | 226.395     |
| 2017   | 24.392.805   | 6.442.112           | 224.568     |
| 2018   | 27.037.292   | 6.679.300           | 241.004     |
| 2019   | 31.662.183   | 7.189.864           | 266.802     |
| 2020   | 7.812.938    | 1.497.946           | 95.880      |
| 2021   | 10.405.523   | 2.515.584           | 111.567     |